# وزارت دفاع

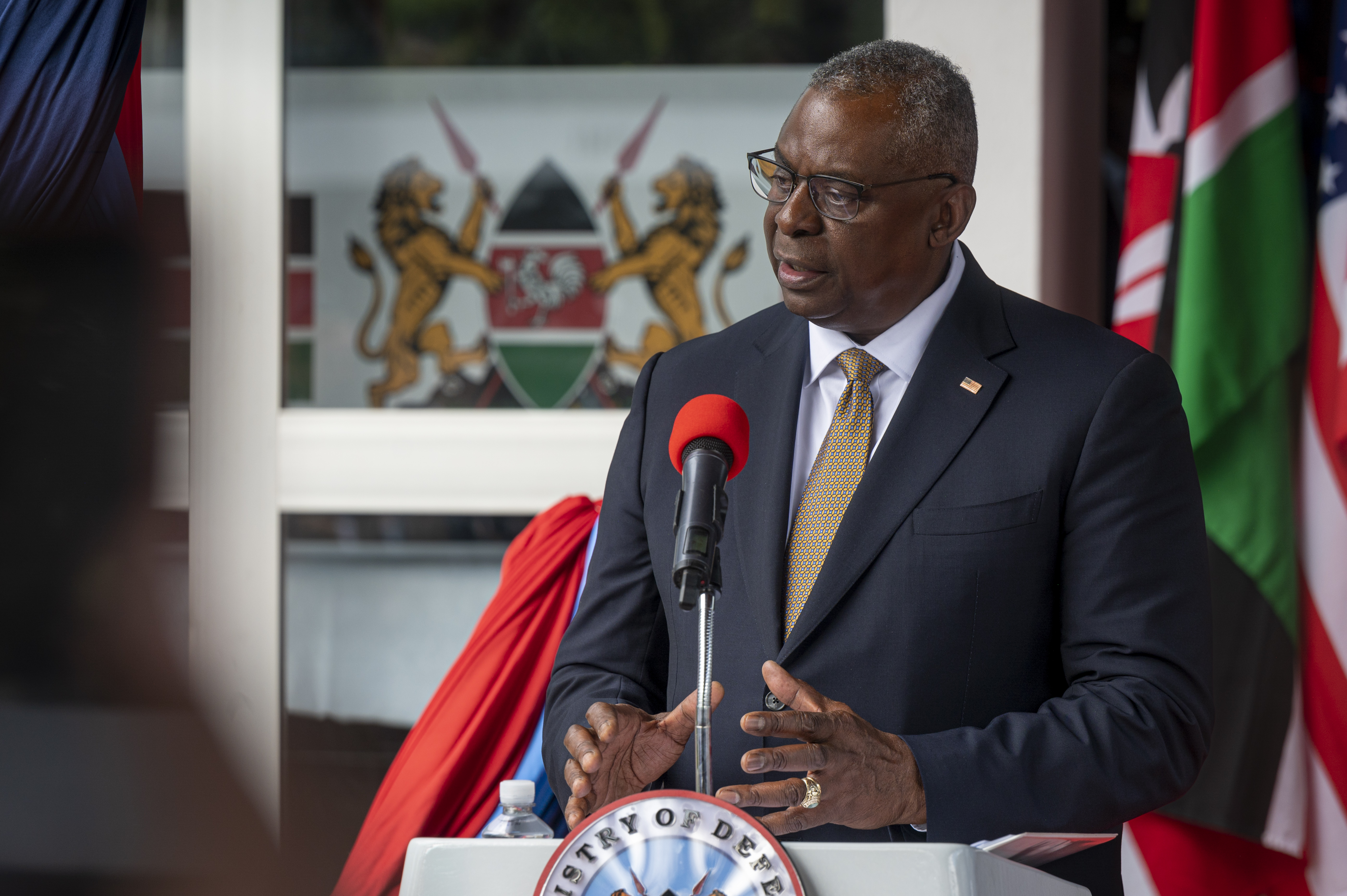
وزیر دفاع آمریکا ، لوید آستین، در جریان یک گفتگوی مطبوعاتی مشترک در وزارت دفاع کنیا در نایروبی، کنیا، 25 سپتامبر 2023، به اعضای مطبوعات خطاب می‌کند.

وزارت دفاع که سابقاً در برخی کشورها از آن با عنوان وزارت جنگ نیز نام برده می‌شد عنوانی است که امروزه در کشورها برای وزارت‌خانه مسئول امور نظامی به کار برده می‌شود.
معمولاً این وزارت توسط وزیر دفاع یا دبیر دفاع اداره می‌شود که مسئولیت مدیریت و نظارت بر کل نیروی نظامی را برعهده دارد.
تا پیش از جنگ جهانی دوم، وزارت جنگ شامل نیروهای زمینی بود و نیروی دریایی و هوایی توسط وزاری دیگری اداره می‌شدند؛ مثلاً در اواخر سال ۱۹۵۳ اتحاد جماهیر سوسیالیستی شوروی دو وزارت جداگانه «نیروی دریایی» و «جنگ» وجود داشت. پس از جنگ جهانی دوم، نام معمول این وزارت در کشورها «وزارت جنگ» بود که پس از آن به «وزارت دفاع» تغییر یافت. برای نمونه، در هند این تغییر نام برای پرهیز از مفهوم تجاوزگری و همگامی با سنت‌های هندی انجام شد.